# Абдуллах (хан Золотой Орды)
Абдулла́х-хан (ок. 1340—1370, Абдулла хан, Абд-улла, Абдаллабек, Абдул, тат. Габдуллаһ хан) — хан Улуса Джучи (Золотой Орды) в 1367—1368 и 1369—1370 годах, младший из девятерых сыновей (по другим сведениям, внук) Узбек-хана.

## Биография
Беклярбек Мамай спас одного из сыновей Узбек-хана, Абдуллаха, и отправил его в Крым и оттуда в Византию. После убийства хана Тимур-Ходжи при поддержке Мамая в 1361 году Абдуллах был провозглашён ханом западной части Ак Орды в Крыму. В его правление в 1363—1368 годах чеканилась монета.

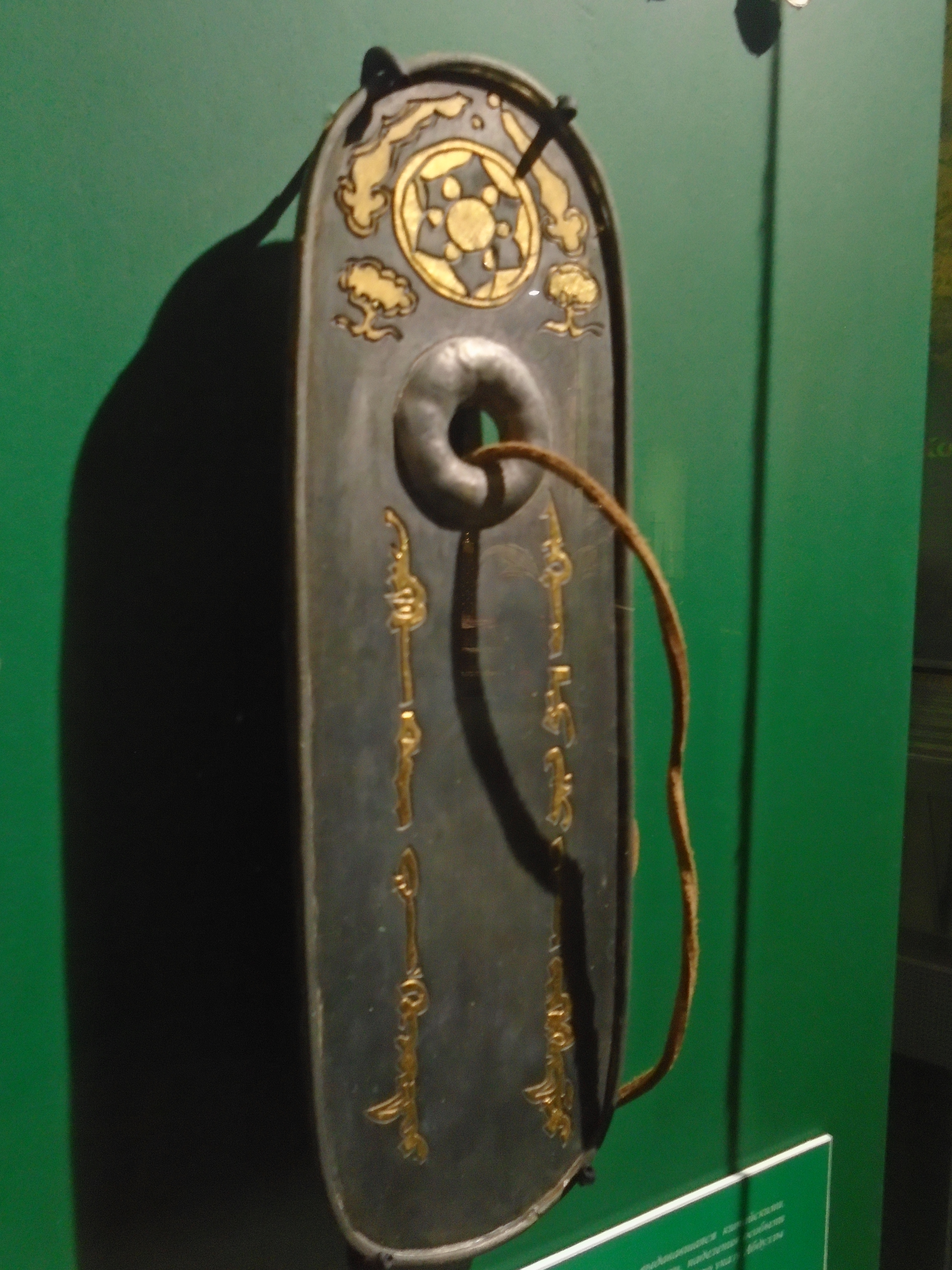
Пайцза Абдуллаха

В 1367 году Мамай захватил золотоордынскую столицу Сарай аль-Джадид, и Абдуллах был провозглашён ханом Золотой Орды. Правил номинально, от его имени управлял государством Мамай.
В 1368 году, Мамай, покинув хана Абдуллаха в Сарае, отправился в Крым для подавления направленного против него выступления. Тем временем, Абдуллах-хан не смог удержать столицу и сдал её Улджай-Тимуру. Но вскоре последнего в свою очередь в том же году выбил из Сарая шибанид Хасан, племянник Мир-Пулада. Правление Хасан-хана длилось недолго — уже в 1369 году он был изгнан Мамаем из Сарая, и на ханский престол был возвращен Абдуллах-хан.
Абдуллах-хан умер в 1370 году, и Мамай провозгласил ханом Золотой Орды 10-летнего сына Абдуллаха Булака при регентстве своей жены Тулунбек-ханум, дочери Бердибека.